# Brajan Kristijan
Brajan Kristijan (rođen 1984. u Vilmingtonu, Delaver) je američki pisac nefikcijske književnosti, pesnik, programer i istraživač, najpoznatiji po seriji bestselera o ljudskim implikacijama kompjuterske nauke, uključujući Najhumaniji čovek (2011), Algoritmi za život (2016), i Problem poravnanja (2020).
Kristijan se takmičio kao „konfederativac“ na takmičenju za Lobnerovu nagradu 2009. pokušavajući da izgleda „ljudskiji“ od ljudi koji su polagali test, i uspeo je. Knjiga koju je napisao o tom iskustvu, Najljudskiji čovek, postala je bestseler Volstrit žurnala, izbor urednika Njujork tajmsa, i omiljena knjiga godine Njujorkera. Intervjuisao ga je Džon Stjuart u emisiji The Daily Show 8. marta 2011.
Godine 2016, Kristijan je sarađivao sa kognitivnim naučnikom Tomom Grifitsom na knjizi Algoritmi za život, koja je postala broj 1 bestseler publicističke knjige na Audible i proglašena je za najbolju naučnu knjigu godine na Amazonu i kao najbolja knjiga godine po MIT Technology Review.
Njegove nagrade i priznanja uključuju objavljivanje u Najbolji američki tekst o nauci i prirodi i stipendije na Bread Loaf Writers' Conference, Yaddo, i MacDowell. Kristijan je 2016. godine proglašen za laureata Javne biblioteke San Franciska.
Kristijan je 2020. objavio svoju treću knjigu publicistike, Problem poravnanja, koja se bavi usponom pokreta etike i bezbednosti u mašinskom učenju kroz istorijska istraživanja i priče oko 100 istraživača. Problem poravnanja je proglašen za finalistu Los Anđeles Tajmsove Nagrade knjige za najbolju naučnu i tehnološku knjigu godine. Njujork Tajms je 2024. godine nazvao Problem poravnanja jednom od „5 najboljih knjiga o veštačkoj inteligenciji“, napisavši: „Ako ćete pročitati jednu knjigu o veštačkoj inteligenciji, ovo je ona“. Za njegov rad na Problemu poravnanja, Kristijan je dobio nagradu Erik i Vendi Šmit za izvrsnost u naučnoj komunikaciji, koju dodeljuju Nacionalne akademije nauka, inženjerstva i medicine u partnerstvu sa Šmit Fjučurs.

## Knjige
- The Most Human Human. ISBN 978-0307476708., 2011, Doubleday.
- Algorithms to Live By. ISBN 978-1250118363., 2016, Henry Holt.
- The Alignment Problem. ISBN 978-0393635829., 2020, Norton.

## Spoljašnje veze
- Zvanični veb-sajt